# Seminario de San Carlos y San Ambrosio

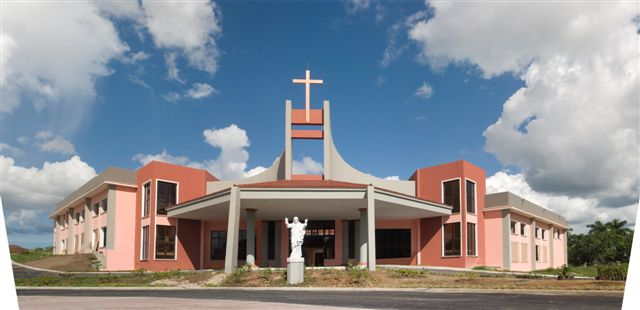
El seminario hoy

El Real Seminario Conciliar de San Carlos y San Ambrosio es sede de Estudios Superiores de la Iglesia católica cubana y en el que aún se estudia el sacerdocio. Se encontraba en la Catedral de San Cristóbal de La Habana, en el casco histórico de la capital de Cuba. Uno de sus lados se quedaba al frente al canal de entrada de la bahía. Actualmente en esta edificación radica el Centro Cultural Padre Félix Varela de la Arquidiócesis, donde se brindan cursos de varias materias sociales y religiosas. El actual Seminario radica en las afueras de La Habana.

## Historia

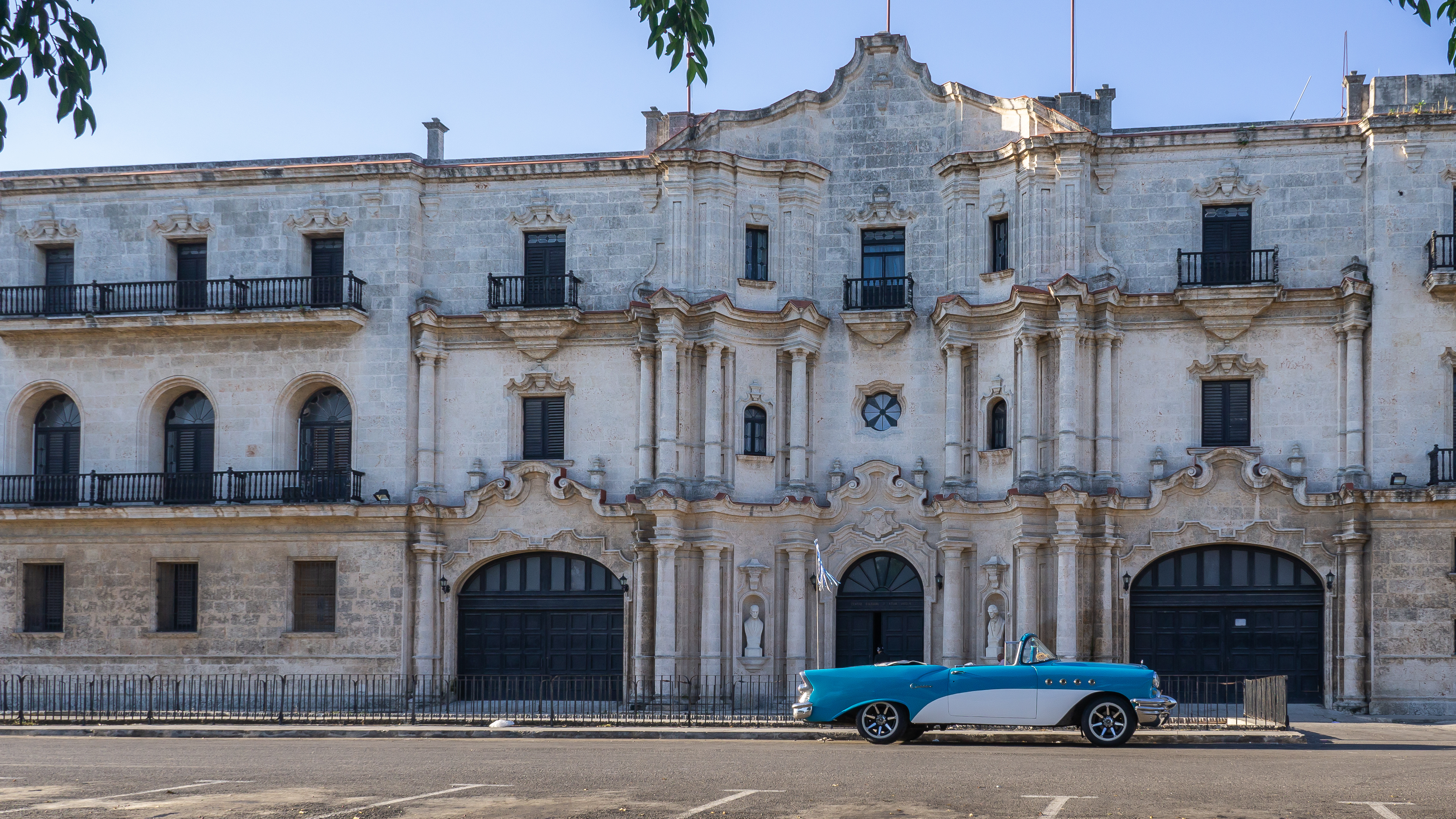
La sede antigua del seminario

Esta obra arquitectónica tiene su origen en el modesto colegio de San Ambrosio, que en 1689 estableciera el obispo de La Habana, Diego Evelio de Compostela, en una casa contigua a la suya en la calle de Compostela (llamada así en honor a este obispo) para que en ella estudiaran varones pobres de vocación religiosa.
El edificio antiguo, sede del Seminario Conciliar de San Carlos y San Ambrosio, comenzó a construirse en el año 1700 por miembros de la Compañía de Jesús, y fue concluido en 1767, antes de que los jesuitas fueran expulsados del Imperio español.
Sin embargo la edificación no llegó a alcanzar la forma actual hasta que el obispo Juan José Díaz de Espada agregara formas constructivas que rivalizaban con los portones de la Universidad de Valladolid. Durante este período, el seminario alcanzó tal renombre científico que ni la Real y Pontificia Universidad de San Gerónimo de La Habana le hacía sombra.
El edificio se convertiría después, durante algunos años, en la sede del arzobispado de La Habana bajo la cardenalicia figura del arzobispo de La Habana Manuel Arteaga para, más tarde, volver a ser el Seminario Conciliar de San Carlos y San Ambrosio, actualmente es un centro de oficinas de la Iglesia católica.
Juan Pablo II, en su histórica visita a Cuba en enero de 1998, bendijo la primera piedra de lo que sería la nueva sede del Seminario. El Cardenal Jaime Ortega proyectó un edificio moderno, en la Vía Monumental (Guanabacoa) para responder a las exigencias formativas del tiempo presente. Así, el 3 de noviembre de 2010 se inauguraron las nuevas instalaciones del Seminario San Carlos y San Ambrosio, con la presencia de los obispos de la Isla y el presidente de la República, Raúl Castro. 
En el año 2013, el cardenal Ortega pidió a la Hermandad de Sacerdotes Operarios Diocesanos del Corazón de Jesús que se hicieran cargo de la dirección del Seminario San Carlos y San Ambrosio. En la actualidad, el Rector es el P. Antonio Diego Hernández, sacerdote operario diocesano.

## Ilustres Estudiantes
Por estos años del obispo de Espada, estudiaron en el Seminario el eminentísimo sacerdote Félix Varela y Morales, quien fue uno de los primeros que percibió y enseñó a ver a Cuba como nación, y representante de la Isla de Cuba en las Cortes Generales de España en 1821, donde abogó por las justas causas de Cuba y reclamó la libertad para los esclavos.
También estudió en este eminente Seminario Conciliar el ilustre economista Francisco de Arango y Parreño y 
José Antonio Saco, sociólogo, historiador y economista, que se destacó por su fuerte oposición a la esclavitud y en contra de la anexión de Cuba a los Estados Unidos.